# Aromatischer Sumpffreund
|  | Dieser Artikel wurde aufgrund von formalen oder inhaltlichen Mängeln in der Qualitätssicherung Biologie im Abschnitt „Pflanzen“ zur Verbesserung eingetragen. Dies geschieht, um die Qualität der Biologie-Artikel auf ein akzeptables Niveau zu bringen. Bitte hilf mit, diesen Artikel zu verbessern! Artikel, die nicht signifikant verbessert werden, können gegebenenfalls gelöscht werden. Lies dazu auch die näheren Informationen in den Mindestanforderungen an Biologie-Artikel. |

Die Reisfeldpflanze (Limnophila aromatica), auch Aromatischer Sumpffreund genannt, ist eine Pflanzenart aus der Gattung Limnophila (Sumpffreund) innerhalb der Familie der Wegerichgewächse (Plantaginaceae) (früher zum Teil den Scrophulariacaea zugeordnet). Diese Wasserpflanze ist in Asien und nördlichen Australien verbreitet.

## Beschreibung
Limnophila aromatica wächst als einjährige oder ausdauernde krautige Pflanze bis zu 100 Zentimeter hoch.
Die einfachen und sitzenden Laubblätter sind kreuzgegenständig oder wirtelig angeordnet. Sie sind eiförmig bis -lanzettlich, mehr oder weniger behaart, spitz und am Rand gesägt bis gekerbt.
Die Blüten erscheinen achselständig und einzeln oder in traubigen Blütenständen. Die gestielten und rosafarbenen bis violetten, glockenförmigen, zweilippigen Blüten besitzen eine doppelte Blütenhülle. Die 4 Staubblätter sind eingeschlossen und didynamisch.
Es werden kleine Kapselfrüchte mit beständigem Kelch gebildet.

## Nutzung
Limnophila aromatica enthält ätherische Öle, darunter Limonen. Sie wird insbesondere in Vietnam, seltener auch in Kambodscha und in Thailand, als Gewürzpflanze kultiviert und genutzt. Sie wird wie auch andere Limnophila-Arten auch als Aquarienpflanze verwendet.